# Melissa Bjånesøy
Melissa Linn Berman Bjånesøy, née le 18 avril 1992 à Chicago aux États-Unis, est une footballeuse internationale norvégienne évoluant au poste d'attaquante. Elle joue avec le club de Stabæk et en équipe de Norvège.

## Biographie

### Parcours en club
En 2009, elle signe dans le club de Sandviken IL qui a cette époque faisait l’ascenseur entre le championnat de Toppserien (premier niveau du championnat norvégien) et la 1. divisjon (second niveau). 

### Parcours en équipe nationale
Après avoir joué trois ans dans différentes sélections de l'équipe de Norvège, elle reçoit sa première sélection en équipe première le 12 janvier 2013 face à la Corée du Sud (victoire 2-0). Elle marque son premier but deux jours plus tard face à la Chine (victoire 1-0).

## Palmarès

### En sélection
Avec l'équipe de Norvège
- Finaliste du championnat d'Europe 2013

### En club
Avec le Sandviken IL
- Vainqueur du championnat de 1.divisjon (D2) en 2010

### Distinctions personnelles
- Meilleur buteuse de l'Euro 2011 des moins de 19 ans (7 buts).